# Њујоршка филхармонија
Филхармонијско-симфонијско друштво из Њујорка или скраћено Њујоршка филхармонија (енгл. Philharmonic-Symphony Society of New York; скраћено енгл. New York Philharmonic) је симфонијски састав из Њујорка. Један је од оркестара из Велике петорке. Оркестар углавном наступа у концертној дворани Дејвид Гефен хол при Линколн центру.
Њујоршка филхармонија је основана 1842. и најстарији је симфонијски оркестар из Сједињених Америчких Држава. Такође је један од најстаријих светских оркестара. Крајем 2004. оркестар је извео јубиларни 14.000. концерт.
Од 2018. године музички директор Њујоршке филхармоније је холандски диригент и виолиниста Јап ван Зведен. Председник састава је Дебора Борда.